# Robert H. Scanlan
Robert H. Scanlan (* 1914 in Chicago; † 27. Mai 2001 in Lawrenceville, New Jersey) war ein US-amerikanischer Ingenieur für Aeronautik und Windbelastung im Bauingenieurwesen.
Scanlan studierte Mathematik an der University of Chicago bis zum Master-Abschluss und wurde am Massachusetts Institute of Technology in Mathematik und Physik promoviert. Im Zweiten Weltkrieg war er bei Republic Aviation in New York als Ingenieur für Aeroelastizität. Nach dem Krieg war er bei der Flugverkehrsbehörde (Federal Aviation Administration) und danach am Rensselaer Polytechnic Institute. Aus seinen Untersuchungen über Schwingungen bei Flugzeugen entstand ein Buch, das zu einem Standardwerk wurde. Danach ging er an die Sorbonne, wo er in Mechanik promoviert wurde, arbeitete bei Schlumberger, am Case Institute of Technology (wo er bis 1966 an der Anfangsphase der Entwicklung dynamischer Pfahltests mit George G. Goble beteiligt war), der Princeton University und ab 1984 an der Johns Hopkins University, wo Homewood Professor wurde. In Princeton und an der Johns Hopkins machte er sich auf einem zweiten Gebiet einen Namen, dem Verhalten großer Baukonstruktionen (wie Brücken, Kühltürme, Wolkenkratzer) unter Windlasten. Auch darüber schrieb er ein Buch, das zu einem Standardwerk wurde. Er beriet bei mehreren großen Brückenprojekten wie der Golden Gate Bridge und der Bay Bridge in San Francisco, der Kap-Shui-Mun-Brücke in Hongkong.
Er erhielt die James Croes Medal, die Nathan M. Newmark Medal, die Von-Karman-Medaille und den Wellington Prize der American Society of Civil Engineers (ASCE). Er war Mitglied der National Academy of Engineering und der American Academy of Mechanics.
Er war verheiratet, hatte zwei Söhne und zwei Töchter.

## Schriften
- mit Robert Rosenbaum Introduction to the study of Aircraft Vibration and Flutter, New York, Macmillan 1951, Dover 1968
- mit Emil Simiu: Wind effects on large structures: fundamentals and applications to design, 3. Auflage, Wiley 1996, Dover 2008 (zuerst 1978 als Wind effects on structures: an introduction to wind engineering)
- K. Yusuf Billah, Robert H. Scanlan: Resonance, Tacoma Narrows Bridge failure, and undergraduate physics textbooks. In: American Journal of Physics. 59, Nr. 2, 1991, S. 118–124